# Erigone cristatopalpus
Erigone cristatopalpus är en spindelart som beskrevs av Simon 1884. Erigone cristatopalpus ingår i släktet Erigone och familjen täckvävarspindlar. Inga underarter finns listade i Catalogue of Life.